# 狹項副獅子魚
狹項副獅子魚，為輻鰭魚綱鮋形目杜父魚亞目獅子魚科的其中一種，分布於東太平洋區，從美國加州南部至墨西哥下加利福尼亞半島海域，棲息深度900-1280公尺，體長可達29.4公分，為深海底棲性魚類，屬肉食性，生活習性不明。

## 擴展閱讀
維基物種上的相關：狹項副獅子魚